# Buckinghamska palača
Buckinghamska palača (angleško Buckingham Palace) je kraljeva rezidenca v Londonu in upravni sedež monarha Združenega kraljestva. Palača stoji v predelu Westminster in je pogosto v središču državniških priložnostih in kraljevega gostoljubja. To je bila osrednja točka Britancev v času narodnega veselja in žalovanja.
Stavba v jedru današnje palače, ki je bila prvotno znana kot Buckinghamska hiša, je bila velika mestna hiša, zgrajena za vojvodo Buckinghamskega leta 1703 na mestu, ki je bila v zasebni lasti vsaj 150 let. Leta 1761 jo je pridobil kralj Jurij III. Britanski kot zasebno rezidenco kraljice Charlotte in je postala znana kot Kraljičina hiša. V 19. stoletju sta jo povečala arhitekta John Nash in Edward Blore, ki sta okoli osrednjega dvorišča zgradila tri krila. Buckinghamska palača je postala londonska rezidenca britanskega monarha ob pristopu kraljice Viktorije leta 1837.
Zadnji večji strukturni dodatki so bili izvedeni v poznem 19. in zgodnjem 20. stoletju, vključno z vzhodno fronto, ki vsebuje balkon, na katerem se kraljeva družina tradicionalno zdi, da pozdravlja množice. Nemška bomba je med drugo svetovno vojno uničila dvorno kapelo; Kraljičina galerija je bila zgrajena na tem mestu in odprta za javnost leta 1962, da bi razstavljala umetniška dela iz kraljeve zbirke.
originalni notranji deli iz zgodnjega 19. stoletja, od katerih jih je veliko ohranjenih, vključujejo široko uporabo svetlo obarvanega 'štukaturnega marmorja ter modrega in rožnatega lapisa po nasvetu Charlesa Longa. Kralj Edvard VII. Britanski je nadzoroval delno preoblikovanje v kremni in zlati barvni shemi Belle Époque. Veliko manjših sprejemnih sob je opremljenih v kitajskem regentskem slogu s pohištvom in opremo, prineseno iz kraljevega paviljona v Brightonu in iz Carlton House. Palača ima 775 sob, vrt pa je največji zasebni vrt v Londonu. Slavnostni prostori, ki se uporabljajo za uradno in državno pogostitev, so odprti za javnost vsako leto večji del avgusta in septembra ter ob nekaterih dnevih pozimi in spomladi.

## Zgodovina

### Pred letom 1624
V srednjem veku je bilo mesto bodoče palače del dvorca Ebury (imenovanega tudi Eia). Močvirna tla je namakala reka Tyburn, ki še vedno teče pod dvoriščem in južnim krilom palače. Tam, kjer je bilo reko mogoče prebroditi (pri Cow Fordu), je zrasla vas Eye Cross. Mesto je večkrat zamenjalo lastnika; med lastniki sta bila Edvard Spoznavalec in Edith iz Wessexa v poznih saških časih, po normanski osvojitvi pa Viljem Osvajalec. Viljem je dal lokacijo Geoffreyju de Mandevillu, ki jo je zapustil menihom Westminstrske opatije.
Leta 1531 je Henrik VIII. pridobil bolnišnico St James, ki je postala palača St James, od Eton College, leta 1536 pa je prevzel dvorec Ebury iz Westminstrske opatije. Ti prenosi so prinesli Buckinghamsko palačo nazaj v kraljeve roke prvič, odkar jo je Viljem Osvajalec predal skoraj 500 let prej. Različni lastniki so jo najemali od kraljevih veleposestnikov, o lastništvu pa so se v 17. stoletju vrtele špekulacije. Do takrat je stara vas Eye Cross že zdavnaj propadla in območje je bilo večinoma zapuščeno. Ker je potreboval denar, je Jakob VI. in I. prodal del lastništva krone, obdržal pa del zemljišča, na katerem je postavil 1,6 ha velik vrt murv za proizvodnjo svile. (To je v severozahodnem vogalu današnje palače.) Clement Walker v Anarchia Anglicana (1649) omenja »novo postavljene sodome in vrtilnice v vrtu Mulberry pri S. Jamesu«; to nakazuje, da je bil morda kraj razuzdanosti. Sčasoma, v poznem 17. stoletju, je lastništvo od nepremičninskega tajkuna Hugha Audleyja podedovala velika dedinja Mary Davies.

### Prve hiše na mestu (1624–1761)
Verjetno je bila prva hiša, postavljena na mestu, hiša Williama Blakea okoli leta 1624. Naslednji lastnik je bil George Goring, 1. grof Norwiški, ki je od leta 1633 razširil Blakovo hišo, ki je postala znana kot Goringova hiša in uredil velik del današnjega vrta, takrat znanega kot Veliki vrt Goringa. Ni pa dobil lastniškega deleža v vrtu murv. Ne da bi Goring vedel, leta 1640 dokument »ni prestal velikega pečata, preden je Karel I. pobegnil iz Londona, kar je moral storiti za pravno izvršitev«. Prav ta kritična opustitev je pomagala britanski kraljevi družini, da si ponovno pridobi lastništvo pod Jurijem III. Ko nepremišljeni Goring ni plačal svojih najemnin, je Henry Bennet, prvi grof Arlingtonski, lahko odkupil najem Goringove hiše in jo je zasedel, ko je leta 1674 pogorela, nato pa je zgradil Arlingtonovo hišo na lokaciji – lokacija južnega trakta današnje palače – naslednje leto. Leta 1698 je John Sheffield pridobil najem. Kasneje je postal prvi vojvoda Buckinghamski in Normanbyjski. Buckinghamska hiša je bila zgrajena za Sheffielda leta 1703 po načrtu Williama Windeja. Izbran slog je bil velik, trinadstropni osrednji blok z dvema manjšima bočnima servisnima kriloma. Na koncu jo je Buckinghamov nezakonski sin, Charles Sheffield, prodal leta 1761 Juriju III. za 21.000 GBP. Sheffieldov najem zemljišča z vrtom murv, katerega lastništvo je bilo še vedno v lasti kraljeve družine, naj bi potekel leta 1774.

### Od kraljičine hiše do palače (1761–1837)
V novem kraljevem lastništvu je bila stavba prvotno mišljena kot zasebno zatočišče za kraljico Charlotte in je bila zato znana kot Kraljičina hiša. Preoblikovanje strukture se je začelo leta 1762. Leta 1775 je zakon parlamenta dodelil posest kraljici Charlotte v zameno za njene pravice do bližnje hiše Somerset in tam se je rodilo 14 od njenih 15 otrok. Nekaj pohištva je bilo preneseno iz Carlton House, drugo pa je bilo kupljeno v Franciji po francoski revoluciji leta 1789. Medtem ko je palača St James ostala uradna in slavnostna kraljeva rezidenca, se je uporabljalo ime Buckinghamska palača vsaj od leta 1791. Po svojem pristopu na prestol leta 1820 je Jurij IV. Britanski nadaljeval s prenovo, da bi ustvaril majhen, udoben dom. Toda leta 1826, medtem ko so bila dela v teku, se je kralj odločil spremeniti hišo v palačo s pomočjo svojega arhitekta Johna Nasha. Zunanja fasada je bila zasnovana ob upoštevanju francoskega neoklasicističnega vpliva, ki ga je preferiral Jurij IV. Stroški obnove so dramatično narasli in do leta 1829 je zaradi ekstravagance Nash odstavljen kot arhitekt. Ob smrti Jurija IV. leta 1830 je njegov mlajši brat Viljem IV. najel Edwarda Blora, da dokonča delo. Viljem se nikoli ni preselil v palačo. Potem ko je Westminstrsko palačo leta 1834 uničil požar, je ponudil pretvorbo Buckinghamske palače v novo hišo parlamenta, vendar je bila njegova ponudba zavrnjena.

### Kraljica Viktorija (1837–1901)
Buckinghamska palača je postala glavna kraljeva rezidenca leta 1837, po pristopu kraljice Viktorije, ki je bila prva monarhinja, ki je tam prebivala; njen predhodnik Viljem IV. je umrl, preden je bila dokončana. Medtem ko so bile svečane sobe polne pozlate in barv, so bile potrebščine nove palače nekoliko manj razkošne. Poročali so, da se je iz dimnikov tako kadilo, da je bilo treba pustiti, da so ognji ugasnili, zato je bila palača pogosto hladna. Prezračevanje je bilo tako slabo, da je v notranjosti smrdelo, in ko so se odločili za namestitev plinskih svetilk, je prišlo do resne skrbi zaradi kopičenja plina v spodnjih nadstropjih. Rečeno je bilo tudi, da je bilo osebje ohlapno in leno ter da je bila palača umazana. Po kraljičini poroki leta 1840 se je njen mož, princ Albert, ukvarjal z reorganizacijo gospodinjskih pisarn in osebja ter z obravnavo načrtovalskih napak palače. Do konca leta 1840 so bile vse težave odpravljene. Vendar naj bi se gradbeniki vrnili v desetletju.
Do leta 1847 se je paru zdelo, da je palača premajhna za življenje na dvoru in njuno rastočo družino, zato je Thomas Cubitt zgradil novo krilo, ki ga je zasnoval Edward Blore in je obdajalo osrednji štirikotnik. Velika vzhodna fronta, obrnjena proti The Mall, je danes 'javni obraz' Buckinghamske palače in vsebuje balkon, s katerega se kraljeva družina zahvaljuje množicam ob pomembnih priložnostih in po letnem Trooping the Colour. V tem obdobju je bilo zgrajeno tudi krilo plesne dvorane in nadaljnji nabor dvoran, ki jih je zasnoval Nashov študent James Pennethorne. Pred smrtjo princa Alberta je bila palača pogosto prizorišče glasbenih prireditev in najbolj slavni sodobni glasbeniki so se zabavali v Buckinghamski palači. Znano je, da je skladatelj Felix Mendelssohn tam trikrat igral. Johann Strauss mlajši in njegov orkester so tam igrali, ko so bili v Angliji. Pod Viktorijo je bila Buckinghamska palača poleg običajnih kraljevih slovesnosti, investitur in predstavitev pogosto prizorišče razkošnih kostumiranih plesov.
Ovdovela leta 1861 se je žalostna kraljica umaknila iz javnega življenja in zapustila Buckinghamsko palačo, da bi živela na gradovih Windsor, Balmoral in Osborne House. Dolga leta je bila palača redko uporabljena, celo zanemarjena. Leta 1864 so na ograjo Buckinghamske palače našli pripet listek z napisom: »Te poveljniške prostore je treba oddati ali prodati zaradi propadanja poslovanja pokojnega lastnika.« Sčasoma je javno mnenje kraljico prepričalo, da se vrne v Londonu, čeprav je že takrat, ko je bilo le mogoče, raje živela drugje. Dvorne funkcije so še vedno potekale na gradu Windsor, predsedovala jim je mračna kraljica, običajno oblečena v žalno črno, medtem ko je bila Buckinghamska palača večji del leta zaprta.

### Začetek 20. stoletja (1901–1945)
Leta 1901 je novi kralj Edvard VII. Britanski začel preurejati palačo. Kralj in njegova žena, kraljica Alexandra, sta bila vedno v ospredju londonske visoke družbe, njuni prijatelji, znani kot House Set iz Marlborougha, pa so veljali za najbolj eminentne in modne tiste dobe. Buckinghamska palača – plesna dvorana, veliki vhod, marmorna dvorana, veliko stopnišče, preddverja in galerije so bili preurejeni v kremno-zlato barvno shemo Belle Époque, ki jo ohranjajo še danes – je ponovno postala prizorišče za zabavo v veličastnem obsegu, a pustila nekaterim, da začutijo Edvardovo obsežne prenove so bile v nasprotju z Nashevim izvirnim delom.
Zadnje večje gradbeno delo je potekalo med vladavino Jurija V., ko je leta 1913 Aston Webb preoblikoval Blorovo vzhodno fronto iz leta 1850, da je delno spominjala na Lyme park Giacoma Leonija v Cheshiru. Ta nova preoblikovana glavna fasada (iz portlandskega kamna) je bila zasnovana kot ozadje Viktorijinega spomenika, velikega spominskega kipa kraljice Viktorije, ki ga je ustvaril kipar Thomas Brock in je bil postavljen zunaj glavnih vrat na obrobju, ki ga je zgradil arhitekt Aston Webb. Jurij V., ki je leta 1910 nasledil Edvarda VII., je imel resnejšo osebnost kot njegov oče; večji poudarek je bil zdaj na uradni zabavi in kraljevih dolžnostih kot na razkošnih zabavah. Organiziral je vrsto velikih nastopov z jazzovskimi glasbeniki, kot so Original Dixieland Jazz Band (1919; prvi jazzovski nastop za voditelja države), Sidney Bechet in Louis Armstrong (1932), ki je palači leta 2009 prinesel nominacijo za (Nekakšna) modra plaketa Brecon Jazz Festivala kot enega od prizorišč, ki so najbolj prispevali k jazzovski glasbi v Združenem kraljestvu.
Med prvo svetovno vojno, ki je trajala od leta 1914 do 1918, se je palača rešila nepoškodovana. Njeno dragocenejšo vsebino so evakuirali v Windsor, kraljeva družina pa je ostala v rezidenci. Kralj je uvedel obroke v palači, kar je močno zgrozilo njegove goste in družino. Na kraljevo kasnejšo žalost ga je David Lloyd George prepričal, naj gre še dlje in navidezno zaklene vinske kleti ter se vzdrži alkohola, da bi bil dober zgled domnevno opitemu delavskemu razredu. Delavci so še naprej uživali, kralj pa je ostal nezadovoljen zaradi svoje prisilne abstinence.
Žena Jurija V., kraljica Marija, je bila poznavalka umetnosti in se je močno zanimala za kraljevo zbirko pohištva in umetnin, tako da jo je restavrirala in dodajala. Kraljica Marija je dala namestiti tudi veliko novih napeljav in opreme, kot je par marmornatih dimnikov Benjamina Vulliamyja v slogu empire iz leta 1810, ki jih je kraljica namestila v pritličje Bow Room, ogromno nizko sobo v središču vrtne fasade. Kraljica Marija je bila odgovorna tudi za dekoracijo Modre risalnice. Ta soba, dolga 21 metrov, prej znana kot Južna risalna soba, ima strop, ki ga je zasnoval Nash, obložen z ogromnimi pozlačenimi konzolnimi nosilci. Leta 1938 je bil severozahodni paviljon, ki ga je Nash zasnoval kot zimski vrt, spremenjen v bazen.

#### Druga svetovna vojna
Med drugo svetovno vojno, ki je izbruhnila leta 1939, je bila palača devetkrat bombardirana. Najbolj resen in obveščen incident je leta 1940 uničil palačno kapelo. Ta dogodek so predvajali v kinematografih po vsem Združenem kraljestvu, da bi prikazali skupno trpljenje bogatih in revnih. Ena bomba je padla v štirikotnik palače, medtem ko sta bila Jurij VI. in kraljica Elizabeta (bodoča kraljica mati) v palači, veliko oken je razstrelilo in kapela je bila uničena. Vojno poročanje o takšnih incidentih pa je bilo močno omejeno. Kralj in kraljica sta bila posneta med pregledovanjem njihovega bombardiranega doma; v tem času je kraljica znamenito izjavila: »Vesela sem, da smo bili bombardirani. Zdaj lahko gledam East End v obraz.« Kot je poročal The Sunday Graphic, je bila kraljeva družina videti kot oseba, ki deli stisko svojih podanikov:

Urednik: Kralj in kraljica sta prestala preizkušnjo, ki je prišla njunim podanikom. Že drugič je nemški bombnik poskušal prinesti smrt in uničenje na dom njihovih veličanstev ... Ko bo te vojne konec, bo skupna nevarnost, ki sta jo kralj George in kraljica Elizabeta delila s svojim ljudstvom, cenjen spomin in navdih skozi leta.
15. septembra 1940, znanega kot Dan bitke za Britanijo, je pilot RAF Ray Holmes iz 504. eskadrilje RAF zaletel nemški bombnik Dornier Do 17, za katerega je verjel, da bo bombardiral palačo. Holmesu je zmanjkalo streliva in se je hitro odločil, da ga zabije. Holmes se je rešil in letalo je strmoglavilo v dvorišče londonske postaje Victoria. Motor bombnika je bil kasneje razstavljen v Imperial War Museum v Londonu. Britanski pilot je po vojni postal kraljevi glasnik in leta 2005 umrl v starosti 90 let. Na dan VE - 8. maja 1945 - je bila palača središče britanskih praznovanj. Kralj, kraljica, princesa Elizabeta (bodoča kraljica) in princesa Margaret so se pojavili na balkonu, za njimi pa so bila zatemnjena okna palače, ob vzklikih ogromne množice v nakupovalnem središču. Poškodovano palačo je po vojni skrbno obnovil John Mowlem & Co.

### Sredina 20. stoletja do danes
Veliko vsebine palače je del kraljeve zbirke; občasno si jih lahko ogleda javnost v Kraljičini galeriji, blizu Royal Mews. Namensko zgrajena galerija je bila odprta leta 1962 in prikazuje spreminjajoč se izbor predmetov iz zbirke. Je na mestu med drugo svetovno vojno porušene kapele. Palača je bila leta 1970 razglašena za zaščiteno stavbo I. stopnje. Njene dvorane so bile od leta 1993 odprte za javnost avgusta in septembra ter ob nekaterih datumih skozi vse leto. Denar, zbran kot vstopnine, je bil prvotno namenjen za obnovo gradu Windsor, potem ko je požar leta 1992 opustošil veliko dvoran. V letu do 31. marca 2017 je palačo obiskalo 580.000 ljudi, galerijo pa 154.000. Leta 2004 je palača poskušala zahtevati denar od energetskega sklada skupnosti za ogrevanje Buckinghamske palače, vendar je bil zahtevek zavrnjen zaradi strahu pred odzivom javnosti.
Palača je nekoč rasno ločevala osebje. Leta 1968 je Charles Tryon, 2. baron Tryon, ki je deloval kot blagajnik kraljice Elizabete II., poskušal Buckinghamsko palačo izvzeti iz popolne uporabe zakona o rasnih odnosih iz leta 1968. Izjavil je, da palača ne najema temnopoltih ljudi za pisarniška dela, ampak samo kot hišne služabnike. Z javnimi uslužbenci se je dogovoril za izjemo, ki je pomenila, da bodo pritožbe zaradi rasizma proti kraljevemu gospodinjstvu poslane neposredno notranjemu ministru in izven pravnega sistema.
Palača je, tako kot grad Windsor, v lasti vladajočega monarha v imenu krone. Zasedene kraljeve palače niso del kronskega posestva niti niso osebna last monarha, za razliko od Sandringham House in grad Balmoral. Vlada Združenega kraljestva je odgovorna za vzdrževanje palače v zameno za dobiček Crown Estate. Leta 2015 je bila državna jedilnica zaprta za leto in pol, ker je njen strop postal potencialno nevaren. 10-letni načrt vzdrževalnih del, vključno z novimi vodovodnimi napeljavami, električnimi napeljavami, kotli in radiatorji ter namestitvijo sončnih kolektorjev na strehi, je bil ocenjen na 369 milijonov funtov in ga je potrdil premier novembra 2016. Financiran bo z začasnim povečanjem državne dotacije, plačane iz dohodka Crown Estate, in naj bi podaljšal življenjsko dobo stavbe za najmanj 50 let. Leta 2017 je spodnji dom podprl financiranje projekta s 464 glasovi za in 56 proti.
Buckinghamska palača je simbol in dom britanske monarhije, umetniška galerija in turistična atrakcija. Za pozlačenimi ograjami in vrati, ki jih je dokončal Bromsgrove Guild leta 1911, se skriva znamenita Webbova fasada, ki je bila v knjigi, ki jo je izdal Royal Collection Trust, opisana kot »tako, kot si vsi predstavljajo palačo«. Ni bil le delovni dom Elizabete II. in princa Filipa, ampak je tudi londonska rezidenca vojvode Yorškega ter vojvode in vojvodinje Edinburške. V palači so tudi njihove pisarne, pa tudi pisarne princese Ane in princese Alexandre, in je delovno mesto več kot 800 ljudi. Karel III. živi v Clarence House, medtem ko se obnovitvena dela nadaljujejo, čeprav opravlja uradne posle v Buckinghamski palači, vključno s tedenskimi srečanji s predsednikom vlade. Vsako leto se na vrtnih zabavah, sprejemih, avdiencah in banketih zabava približno 50.000 povabljenih gostov. Poleti, običajno julija, potekajo tri vrtne zabave. Preddverje Buckinghamske palače se uporablja za menjavo straže, veliko slovesnost in turistično atrakcijo (vsak dan od aprila do julija; vsak drugi dan v ostalih mesecih).

## Notranjost
Sprednji del palače meri 108 m čez, 120 m v globino, 24 m v višino in obsega več kot 77.000 m² talne površine. Obstaja 775 sob, vključno s 188 spalnicami za osebje, 92 pisarnami, 78 kopalnicami, 52 glavnimi sobami in 19 državniškimi sobami. Ima tudi pošto, kino, bazen, zdravniško ordinacijo in zlatarno. Kraljeva družina zaseda majhen apartma zasebnih sob v severnem krilu.

### Glavne sobe
Glavne sobe so v prvem nadstropju piano nobile za zahodno vrtno fasado na zadnji strani palače. Središče tega bogato okrašenega kompleta dvoran je Glasbena soba. Ob Glasbeni sobi sta Modra in Bela poslikana soba. V središču apartmaja, ki služi kot hodnik za povezavo svečanih prostorov, je Galerija slik, ki je osvetljena od zgoraj in dolga 50 m. Galerija je obešena s številnimi deli, vključno z nekaterimi Rembrandtovimi, van Dyckovimi, Rubensovimi in Vermeerjevimi; drugi prostori, ki vodijo iz Galerije slik, so prestolna soba in zelena risalna soba. Zelena poslikana soba služi kot ogromna predsoba v prestolno sobo in je del obredne poti do prestola iz stražarske sobe na vrhu velikega stopnišča. Stražarska soba vsebuje bela marmorna kipa kraljice Viktorije in princa Alberta v rimskih nošah, postavljena na tribuni, obloženi s tapiserijami. Te zelo uradne sobe se uporabljajo le za obredne in uradne zabave, vendar so vsako poletje odprte za javnost.

### Poldržavna stanovanja
Neposredno pod državnimi stanovanji so manj velika poldržavna stanovanja. Te sobe, ki se odpirajo iz Marmorne dvorane, se uporabljajo za manj formalno zabavo, kot so kosila in zasebne avdience. V središču tega nadstropja je Bow Room, skozi katero letno gre na tisoče gostov na monarhove vrtne zabave. Med državniškim obiskom v Veliki Britaniji tuje voditelje držav običajno pogosti monarh v Buckinghamski palači. Dodeljen jim je obsežen nabor sob, znan kot Belgijski apartma, ki je ob vznožju ministrskega stopnišča, v pritličju zahodno obrnjenega trakta Garden Wing. Nekatere sobe so poimenovane in okrašene za posebne obiskovalce, na primer soba iz leta 1844, okrašena tistega leta za državniški obisk Nikolaja I. Ruskega, in soba iz leta 1855 v čast obiska Napoleona III. Prva je dnevna soba, ki služi tudi kot avdienčna soba in se pogosto uporablja za osebne umestitve. Ozki hodniki povezujejo prostore apartmaja; enemu od njih dajejo dodatno višino in perspektivo segmentne kupole, ki jih je oblikoval Nash v slogu Soana. Drugi hodnik v apartmaju ima prečni obok z vplivom gotike. Apartma je dobil ime po Leopoldu I. Belgijskemu, stricu kraljice Viktorije in princa Alberta. Leta 1936 je apartma za kratek čas postal zasebno stanovanjo palače, ko se je vanje vselil Edvard VIII. Britanski. Prvotni notranji dizajni iz zgodnjega 19. stoletja, od katerih jih je veliko še vedno ohranjenih, so po nasvetu Charlesa Longa vključevali široko uporabo svetlo obarvanega štukaturnega marmorja ter modrega in roza [[lazurni kamen|lapisa]g. Edvard VII. je nadzoroval delno preoblikovanje v kremno-zlato barvno shemo Belle Époque.

### Vzhodno krilo
Med letoma 1847 in 1850, ko je Blore gradil novo vzhodno krilo, je bil Brightonski paviljon ponovno oropan opreme. Zaradi tega ima veliko sob v novem traktu izrazito orientalsko vzdušje. Rdeča in modra kitajska soba za kosila je sestavljena iz delov banketne in glasbene sobe v Brightonu z velikim orientalskim dimnikom, ki ga je zasnoval Robert Jones in izklesal Richard Westmacott. Prej je bil v Glasbeni sobi v paviljonu v Brightonu. Okrašena ura, znana kot ura Kylin, je bila izdelana v Džingdedženu v provinci Džjangši na Kitajskem v drugi polovici 18. stoletja; ima poznejši mehanizem Benjamina Vulliamyja okrog leta 1820. Rumena poslikana soba ima tapete, dobavljene leta 1817 za Brighton Saloon, in dimnik, ki je evropska vizija o tem, kako bi lahko izgledal kitajski dimnik. Ima kimajoče mandarine v nišah in strašne krilate zmaje, ki jih je oblikoval Robert Jones.
V središču tega krila je znameniti balkon z osrednjo sobo za steklenimi vrati. To je chinoiserie v kitajskem slogu, ki ga je obogatila kraljica Marija, ki je v sodelovanju z oblikovalcem Charlesom Allomom v poznih 1920-ih ustvarila bolj 'zavezujočo' kitajsko temo, čeprav so bila lakirana vrata leta 1873 pripeljana iz Brightona. Po dolžini piano nobile vzhodnega trakta je Velika galerija, skromno znana kot Glavni hodnik, ki poteka po dolžini vzhodne stranice štirikotnika. Ima zrcalna vrata in zrcalne prečne stene, ki odsevajo porcelanaste pagode in drugo orientalsko pohištvo iz Brightona. Kitajska soba za kosilo in rumena poslikana soba sta na obeh koncih te galerije, Centralna soba pa je vmes.

## Vrt in okolica
Na zadnji strani palače je velik parku podoben vrt, ki je skupaj z jezerom največji zasebni vrt v Londonu. Tam je kraljica Elizabeta II. vsako poletje gostila svoje letne vrtne zabave in organizirala tudi velike prireditve ob praznovanju kraljevih mejnikov, kot so jubileji. Obsega 17 ha in vključuje pristajališče za helikopterje, jezero in teniško igrišče.
V bližini palače je Royal Mews, ki ga je prav tako zasnoval Nash, kjer so nameščene kraljeve kočije, vključno z Gold State Coachom. Ta rokokojska pozlačena kočija, ki jo je leta 1760 zasnoval William Chambers, ima poslikane plošče G. B. Ciprianija. Prvič jo je leta 1762 za državno otvoritev parlamenta uporabil Jurij III., monarh pa jo je uporabljal za vsako kronanje od Viljema IV. Nazadnje je bila uporabljena za kronanje kralja Karla III. in kraljice Camille. V hiši so tudi furmanski konji, ki so jih uporabljali na kraljevih slovesnih procesijah, pa tudi številni avtomobili, ki jih je uporabljala kraljeva družina.
Mall, ceremonialno pot do palače, je zasnoval Aston Webb in je bila dokončana leta 1911 kot del velikega spomenika kraljici Viktoriji. Razteza se od admiralskega slavoloka, čez St James's Park do Viktorijinega spomenika in se konča pri vhodnih vratih na dvorišču pred palačao. To pot uporabljajo kavalkade in kolone vozil gostujočih voditeljev držav ter kraljeva družina ob državniških priložnostih, kot je letni Trooping the Colour.